# La Châtre-Langlin
Pour les articles homonymes, voir La Châtre (homonymie) et Anglin (homonymie).
La Châtre-Langlin est une commune française située dans le département de l'Indre, en région Centre-Val de Loire.

## Géographie

### Localisation
La commune est située dans le sud-ouest du département, à la limite avec le département de la Haute-Vienne. Elle est située dans la région naturelle du Boischaut Sud.
Les communes limitrophes sont : Saint-Benoît-du-Sault (4 km), Mouhet (4 km), Les Grands-Chézeaux (6 km), Chaillac (7 km), Roussines (7 km), Parnac (7 km), Saint-Georges-les-Landes (9 km) et Cromac (10 km).
Les communes chefs-lieux et préfectorales sont : Saint-Gaultier (26 km), Le Blanc (35 km), La Châtre (50 km), Châteauroux (51 km) et Issoudun (75 km).

### Hameaux et lieux-dits
Les hameaux et lieux-dits de la commune sont : Montarnoux, le Buigeon, Fougerolles, le Verger, la Bouée, la Forêt Morte, Margot, Passebonneau, les Morins, Outre-L'Etang, la Brûmalerie, le Peu Chartreux, la Dînière, le Soleil, Bloux, Mabonneau, le Terrier et la Ronchère.

### Géologie et hydrographie
La commune est classée en zone de sismicité 2, correspondant à une sismicité faible.
Le territoire communal est arrosé par la rivière Anglin.

### Climat
Pour des articles plus généraux, voir Climat du Centre-Val de Loire et Climat de l'Indre.
En 2010, le climat de la commune est de type climat océanique dégradé des plaines du Centre et du Nord, selon une étude du CNRS s'appuyant sur une série de données couvrant la période 1971-2000. En 2020, Météo-France publie une typologie des climats de la France métropolitaine dans laquelle la commune est exposée à un climat océanique altéré et est dans une zone de transition entre les régions climatiques « Centre et contreforts nord du Massif Central » et « Ouest et nord-ouest du Massif Central ».
Pour la période 1971-2000, la température annuelle moyenne est de 11,2 °C, avec une amplitude thermique annuelle de 15,2 °C. Le cumul annuel moyen de précipitations est de 858 mm, avec 12,4 jours de précipitations en janvier et 7,5 jours en juillet. Pour la période 1991-2020, la température moyenne annuelle observée sur la station météorologique de Météo-France la plus proche, sur la commune de Chaillac à 7 km à vol d'oiseau, est de 12,3 °C et le cumul annuel moyen de précipitations est de 864,0 mm,. Pour l'avenir, les paramètres climatiques de la commune estimés pour 2050 selon différents scénarios d'émission de gaz à effet de serre sont consultables sur un site dédié publié par Météo-France en novembre 2022.

### Voies de communication et transports
Le territoire communal est desservi par les routes départementales : 1, 10, 10A, 36, 36E, 36F et 84.
Les gares ferroviaires les plus proches sont les gares de Saint-Sébastien (15 km), Éguzon (19 km) et Argenton-sur-Creuse (25 km).
La Châtre-Langlin est desservie par la ligne L du Réseau de mobilité interurbaine.
L'aéroport le plus proche est l'aéroport de Châteauroux-Centre, à 62 km.

## Urbanisme

### Typologie
Au 1er janvier 2024, La Châtre-Langlin est catégorisée commune rurale à habitat très dispersé, selon la nouvelle grille communale de densité à sept niveaux définie par l'Insee en 2022.
Elle est située hors unité urbaine et hors attraction des villes,.

### Occupation des sols
L'occupation des sols de la commune, telle qu'elle ressort de la base de données européenne d’occupation biophysique des sols Corine Land Cover (CLC), est marquée par l'importance des territoires agricoles (93,3 % en 2018), une proportion sensiblement équivalente à celle de 1990 (93,4 %). La répartition détaillée en 2018 est la suivante : 
zones agricoles hétérogènes (45,2 %), prairies (32 %), terres arables (16,1 %), forêts (5 %), zones urbanisées (1 %), milieux à végétation arbustive et/ou herbacée (0,7 %). L'évolution de l’occupation des sols de la commune et de ses infrastructures peut être observée sur les différentes représentations cartographiques du territoire : la carte de Cassini (XVIIIe siècle), la carte d'état-major (1820-1866) et les cartes ou photos aériennes de l'IGN pour la période actuelle (1950 à aujourd'hui).

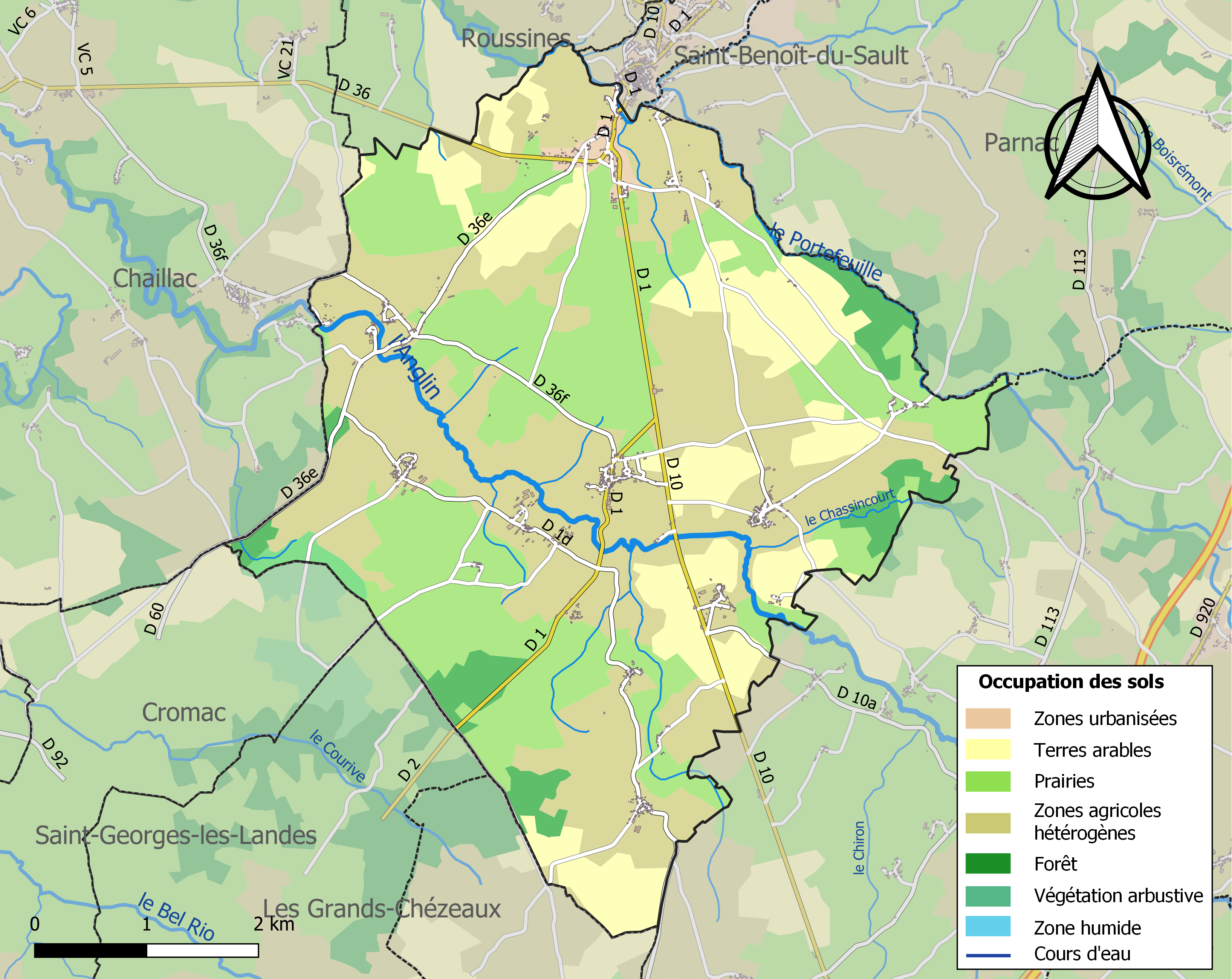
Carte des infrastructures et de l'occupation des sols de la commune en 2018 (CLC).

### Logement
Le tableau ci-dessous présente le détail du secteur des logements de la commune :
| Date du relevé                                              | 2013   | 2015   |
| Nombre total de logements                                   | 441    | 442    |
| Résidences principales                                      | 59,6 % | 59,7 % |
| Résidences secondaires                                      | 28,8 % | 28,8 % |
| Logements vacants                                           | 11,6 % | 11,6 % |
| Part des ménages propriétaires de leur résidence principale | 91,3 % | 91,2 % |

### Risques majeurs
Le territoire de la commune de La Châtre-Langlin est vulnérable à différents aléas naturels : météorologiques (tempête, orage, neige, grand froid, canicule ou sécheresse) et séisme (sismicité faible). Il est également exposé à un risque particulier : le risque de radon. Un site publié par le BRGM permet d'évaluer simplement et rapidement les risques d'un bien localisé soit par son adresse soit par le numéro de sa parcelle.

#### Risques naturels

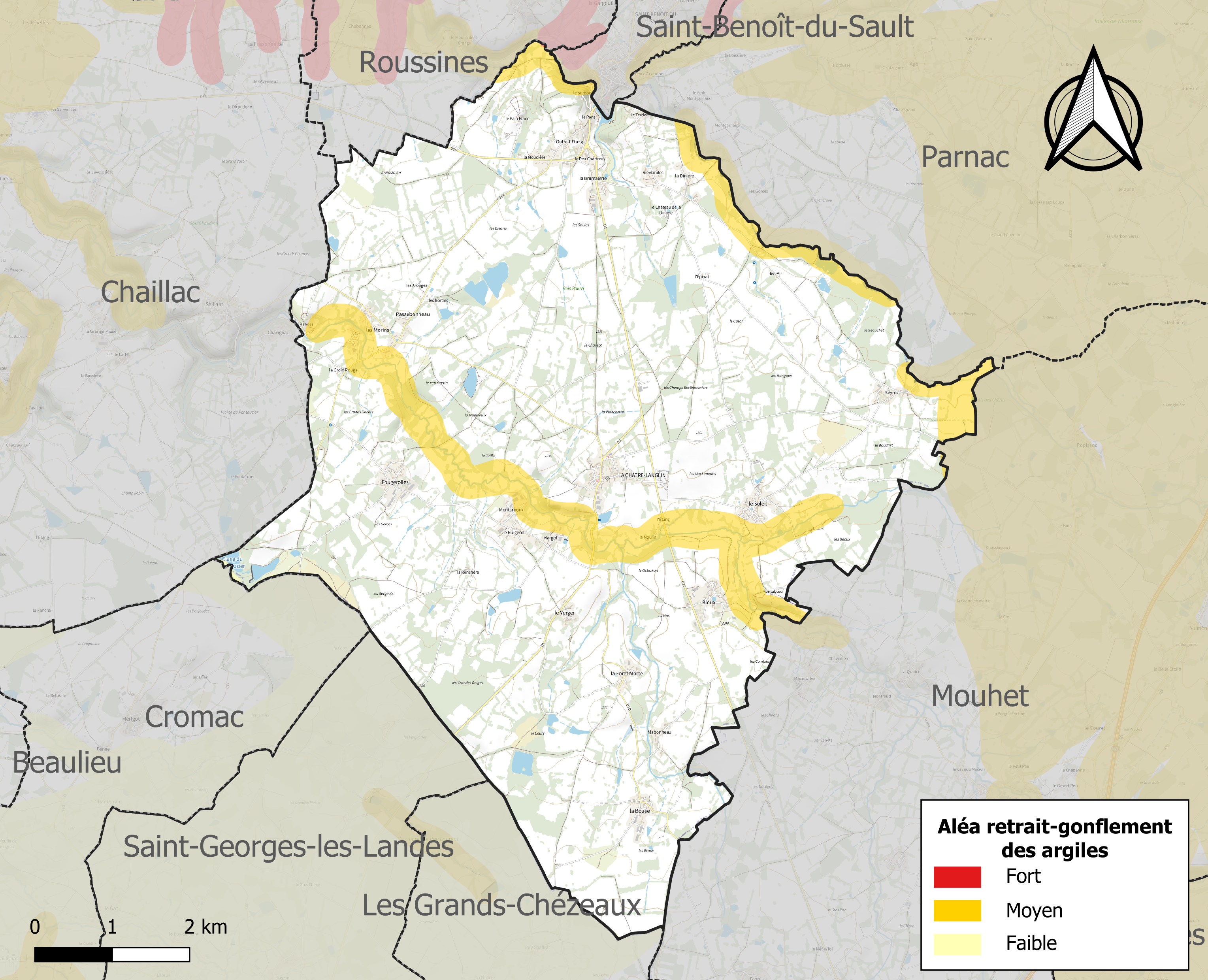
Carte des zones d'aléa retrait-gonflement des sols argileux de La Châtre-Langlin.

Le retrait-gonflement des sols argileux est susceptible d'engendrer des dommages importants aux bâtiments en cas d’alternance de périodes de sécheresse et de pluie. 10,2 % de la superficie communale est en aléa moyen ou fort (84,7 % au niveau départemental et 48,5 % au niveau national). Sur les 450 bâtiments dénombrés sur la commune en 2019, 34 sont en aléa moyen ou fort, soit 8 %, à comparer aux 86 % au niveau départemental et 54 % au niveau national. Une cartographie de l'exposition du territoire national au retrait gonflement des sols argileux est disponible sur le site du BRGM,.
Concernant les mouvements de terrains, la commune a été reconnue en état de catastrophe naturelle au titre des dommages causés par la sécheresse en 2018 et par des mouvements de terrain en 1983 et 1999.

#### Risque particulier
Dans plusieurs parties du territoire national, le radon, accumulé dans certains logements ou autres locaux, peut constituer une source significative d’exposition de la population aux rayonnements ionisants. Toutes les communes du département sont concernées par le risque radon à un niveau plus ou moins élevé. Selon la classification de 2018, la commune de La Châtre-Langlin est classée en zone 3, à savoir zone à potentiel radon significatif.

## Toponymie
Le nom de la commune est attesté sous les formes Molendinum de Castra en 1247, Versus Castram en 1277, Castrum de Castra et Castra vicecomitis en 1304. On trouve encore au XVIIIᵉ siècle la mention La Châtre au vicomte, en référence à un château autrefois somptueux, ruiné en 1552.
Le toponyme est composé du latin castra, pluriel de castrum, signifiant "camp fortifié", puis "château fort", généralement en lien avec un ancien camp romain, ainsi que de Langlin, une agglutination du nom de la rivière l'Anglin. Il a été ajouté sous la Révolution Française, en l’an II, pour remplacer la mention féodale de Vicomte; l'ancien nom se retrouve dans le gentilé.
Ses habitants sont appelés les Castrovicecontamliens.

## Histoire
La commune fut rattachée de 1973 à 2015 au canton de Saint-Benoît-du-Sault.

## Politique et administration
La commune dépend de l'arrondissement du Blanc, du canton de Saint-Gaultier, de la première circonscription de l'Indre et de la communauté de communes Marche Occitane - Val d'Anglin.
| Période                                  | Période   | Identité        | Étiquette | Qualité  |
| ---------------------------------------- | --------- | --------------- | --------- | -------- |
| mars 1977                                | mars 2008 | Pierre Machaire | PCF       | ?        |
| mars 2008,                               | En cours  | Marcel Bourgoin | PCF       | Retraité |
| Les données manquantes sont à compléter. |           |                 |           |          |

## Population et société

### Démographie
L'évolution du nombre d'habitants est connue à travers les recensements de la population effectués dans la commune depuis 1793. Pour les communes de moins de 10 000 habitants, une enquête de recensement portant sur toute la population est réalisée tous les cinq ans, les populations de référence des années intermédiaires étant quant à elles estimées par interpolation ou extrapolation. Pour la commune, le premier recensement exhaustif entrant dans le cadre du nouveau dispositif a été réalisé en 2008.

En 2022, la commune comptait 503 habitants, en évolution de −5,98 % par rapport à 2016 (Indre : −3 %, France hors Mayotte : +2,11 %).
| 1793  | 1800 | 1806 | 1821  | 1831  | 1836  | 1841  | 1846  | 1851  |
| ----- | ---- | ---- | ----- | ----- | ----- | ----- | ----- | ----- |
| 1 094 | 978  | 985  | 1 258 | 1 373 | 1 366 | 1 315 | 1 428 | 1 435 |

| 1856  | 1861  | 1866  | 1872  | 1876  | 1881  | 1886  | 1891  | 1896  |
| ----- | ----- | ----- | ----- | ----- | ----- | ----- | ----- | ----- |
| 1 354 | 1 272 | 1 313 | 1 325 | 1 344 | 1 386 | 1 402 | 1 361 | 1 329 |

| 1901  | 1906  | 1911  | 1921  | 1926  | 1931  | 1936 | 1946 | 1954 |
| ----- | ----- | ----- | ----- | ----- | ----- | ---- | ---- | ---- |
| 1 268 | 1 303 | 1 311 | 1 168 | 1 022 | 1 016 | 991  | 889  | 838  |

| 1962 | 1968 | 1975 | 1982 | 1990 | 1999 | 2006 | 2008 | 2013 |
| ---- | ---- | ---- | ---- | ---- | ---- | ---- | ---- | ---- |
| 837  | 778  | 716  | 679  | 628  | 564  | 572  | 574  | 549  |

| 2018 | 2022 | - | - | - | - | - | - | - |
| ---- | ---- | - | - | - | - | - | - | - |
| 508  | 503  | - | - | - | - | - | - | - |

### Enseignement
La commune dépend de la circonscription académique du Blanc.

### Médias
La commune est couverte par les médias suivants : La Nouvelle République du Centre-Ouest, Le Berry républicain, L'Écho - La Marseillaise, La Bouinotte, Le Petit Berrichon, France 3 Centre-Val de Loire, Berry Issoudun Première, Vibration, Forum, France Bleu Berry et RCF en Berry.

## Économie
La commune se situe dans la zone d’emploi de Châteauroux et dans le bassin de vie de La Souterraine.

## Culture locale et patrimoine
- Église
- Monument aux morts
- Dolmen de Passebonneau

## Héraldique
| Blason de La Châtre-Langlin | Blason  | Écartelé: au 1er de sinople au château d'or, donjonnée de trois pièces, maçonné de sable, ouvert et ajouré du champ, au 2e d'azur au soleil non figuré d'or au point d'honneur soutenue d'une rivière ondée du champ, au 3e d'azur à trois épis de blé, tigés, feuillés, empoignés et liés d'or, au 4e de sinople au dolmen d'or. |
| Blason de La Châtre-Langlin | Détails | Le statut officiel du blason reste à déterminer. |